# Слободан Гвозденовић
Слободан Гвозденовић (Ваљево, 1965) специјалиста је гинекологије и акушерства и бивши градоначелник Ваљева.

## Биографија
Рођен је 1965. године у Ваљеву. Основну и средњу школу завршио је у Ваљеву. Дипломирао је на Медицинском факултету Универзитета у Београду 1990. године. Од 1990. године запослен је у Здравственом центру Ваљево. Од 2004. године одборник је у Скупштини града Ваљева.
Од 2014. до 2016. године био је народни посланик у Народној скупштини Републике Србије. Председник Градског одбора Српске напредне странке у Ваљеву.
Градоначелник Ваљева је био у мандату од 2016. до 2020. године.
У јануару 2007. године оптужен је за смрт нерођеног детета, због одгођеног порођаја Иване Катић. По доласку у болницу у Ваљеву, Ивани је др Слободан предочио како се неће породити до јутра следећег дана, али је она након пар сати ипак одведена да се породи и то царским резом. Епилог тога било је рођење мртве бебе. Осам година је трајао поступак суђења и кривичног гоњења, али је случај застарео 2015. године, те је некадашњи градоначелник Ваљева ослобођен свих оптужби.